# 에스더 코스텔로의 이야기
에스더 코스텔로의 이야기(The Story Of Esther Costello)는 영국에서 제작된 데이비드 밀러 감독의 1957년 다큐멘터리 영화이다. 조안 크로포드 등이 주연으로 출연하였고 잭 클레이튼 등이 제작에 참여하였다.

## 출연

### 주연
- 조안 크로포드
- 로사노 브라지

### 조연
- 헤더 시어스
- 리 패터슨
- 론 랜덜
- 페이 콤톤

## 제작진
- 공동제작: 조안 크로포드
- 의상: 줄리 해리스
- 의상: 진 루이스